# Halsey (cantant)
Halsey   (Edison, 29 de setembre de 1994) nom artístic d'Ashley Nicolette Frangipane, és una cantautora i compositora americana. Va començar a escriure cançons als disset anys. El 2014, va signar el primer contracte discogràfic amb Astralwerks i va llançar el seu primer àlbum EP, Room 93. El primer àlbum d'estudi, Badlands, va seguir el 2015.

## Infància
Halsey va néixer i créixer a Nova Jersey, en aquesta etapa coneguda com a Ashley Nicolette. És d'ascendència italiana, hongaresa i irlandesa per part de la seva mare i afroamericana per part del seu pare. Mentre anava creixent, va aprendre a tocar el violí, la viola, i el cel·lo fins a passar a la guitarra acústica als catorze anys. En una de les seves primeres entrevistes, declarà que l'havien diagnosticada amb trastorn bipolar al voltant de l'edat de 16 o 17 anys. Als 18 anys, la jove va tenir problemes financers i la música va ser una de les seves solucions per pagar el lloguer. Va fer espectacles acústics nombrosos a ciutats diferents sota diversos noms d'etapa. Va escollir «Halsey» com nom d'artista perquè és un anagrama del seu nom real, així com un carrer de Brooklyn on va passar molt de temps com a adolescent. Halsey havia previst inicialment anar a la universitat i especialitzar-se en les belles arts, però després d'adonar-se que no s'ho podia permetre, es va inscriure en una escola de formació continuada ("community college" en anglès americà), fent classes d'escriptura creativa.
En una entrevista, la cantautora suposadament va utilitzar el terme «tri-bi» (birracial, bisexual i bipolar) per identificar-se, tot i que després al·legà que se l'havia citat malament.

## Carrera
Halsey va començar la seva carrera en publicar covers a YouTube sota el seu nom real. El 2012, va gravar una paròdia de Taylor Swift de la cançó «I Know You Were Trouble» amb el títol «La Haylor Song» que parlava sobre la relació de Swift amb Harry Styles, un dels membres de One Direction, i ho va publicar al seu compte de Tumblr. El 2014, Halsey va gravar una cançó anomenada «Ghost» i ho va publicar a SoundCloud. La cançó va captar l'atenció, i Halsey va signar un contracte amb el segell discogràfic Astralwerks. Posteriorment va llançar el seu primer extended play titulat Room 93 el 27 d'octubre de 2014. Quatre de les cinc cançons de l'àlbum van tenir un vídeo.
Halsey va participar en la gira dels The Kooks el 2014 i realitzar l'acte d'obertura. En South by Southwest el 2015, Halsey va ser l'artista més parlada del festival a Twitter. Entre març i abril del 2015, Halsey va dirigir un viatge co-cap amb Young Rising Sons. També va donar suport a Imagine Dragons en l'Smoke and Mirrors Tour durant la part nord-americana entre juny i agost del 2015.
El seu àlbum debut, Badlands, va ser llançat el 28 d'agost del 2015. En una entrevista, Halsey descriu Badlands com un «registre feminista enutjat», però més tard va comentar que havia estat mal citat i en realitat vol dir que es refereix a ell com un «registre de sexe femení enutjat». En una entrevista amb la Billboard al juny del 2015, Halsey va anunciar que ja havia començat a escriure cançons per al seu segon àlbum d'estudi. Per promocionar la seva música, Halsey va aparèixer en algunes entrevistes i presentacions, incloent-hi The Late Show amb Stephen Colbert i Last Call amb Carson Daly. L'àlbum inclou quatre senzills, Ghost, New Americana, Colors, Castle.
Al maig l'any 2016 es va llançar la cançó «Tòquio Narita (Freestyle)» produït per Lido.

## Música i influències
Halsey és un artista electropop. En créixer, el seu pare escoltava The Notorious B.I.G., Slick Rick, Bone Thugs-N-Harmony, i 2Pac mentre que la seva mare escoltava a The Cure, Alanis Morissette, i Nirvana. Diu que això la va influir, i també esmentà "Panic! at the Disco" com la banda que va canviar-li la vida. La influència més gran en les seves actuacions en viu és Adam Lazzara, el líder de Taking Back Sunday; ha dit: «Una de les coses més inspiradores que he vist mai és estar mirant [Taking Back Sunday] en directe i veient Adam fent servir el micròfon com un suport i vaig pensar si, aniré a fer això». Altres influències inclouen Kanye West, The Weekend, Brand New, i Bright Eyes, així com els directors de pel·lícula Quentin Tarantino, Harmony Korine, i Larry Clark.

## Discografia

### Àlbums d'estudi
| Títol                              | Detalls de l'àlbum                                                                                   | Posicions més altes al rànquing | Posicions més altes al rànquing | Posicions més altes al rànquing | Posicions més altes al rànquing | Posicions més altes al rànquing | Posicions més altes al rànquing | Posicions més altes al rànquing | Posicions més altes al rànquing | Posicions més altes al rànquing | Posicions més altes al rànquing | Vendes         | Certificacions                      |
| Títol                              | Detalls de l'àlbum                                                                                   | ENS                             | AUS                             | BEL(FL)                         | POT                             | GER                             | IRA                             | NL                              | NZ                              | SWE                             | Regne Unit                      | Vendes         | Certificacions                      |
| ---------------------------------- | --- | ------------------------------- | ------------------------------- | ------------------------------- | ------------------------------- | ------------------------------- | ------------------------------- | ------------------------------- | ------------------------------- | ------------------------------- | ------------------------------- | -------------- | ----------------------------------- |
| Badlands                           | - Data de llançament 28 d'agost de 2015 - Segell: Astralwerks (2547360342) - Formats: CD, CS, DL, LP | 2                               | 2                               | 10                              | 3                               | 37                              | 3                               | 5                               | 3                               | 13                              | 9                               | - ENS: 199,000 | - RIAA: Platí - BPI: Plata - MC: Or |
| Hopeless Fountain Kingdom          | |                                 |                                 |                                 |                                 |                                 |                                 |                                 |                                 |                                 |                                 |                |                                     |
| Manic                              | |                                 |                                 |                                 |                                 |                                 |                                 |                                 |                                 |                                 |                                 |                |                                     |
| If I Can't Have Love, I Want Power | |                                 |                                 |                                 |                                 |                                 |                                 |                                 |                                 |                                 |                                 |                |                                     |

### EP
| Títol   | Detalls de l'àlbum                                                                                     | Posicions més altes al rànquing | Posicions més altes al rànquing | Posicions més altes al rànquing |
| Títol   | Detalls de l'àlbum                                                                                     | US                              | US Alt.                         | US Heat                         |
| ------- | --- | ------------------------------- | ------------------------------- | ------------------------------- |
| Room 93 | - Alliberament: 27 d'octubre de 2014 - Etiqueta: Astralwerks (2547223807) - Formats: CD, DL, 12" vinil | 159                             | 20                              | 3                               |

### Singles

#### Com a artista principal
| Títol | Any  | Posicions més altes al rànquing | Posicions més altes al rànquing | Posicions més altes al rànquing | Posicions més altes al rànquing | Posicions més altes al rànquing | Posicions més altes al rànquing | Posicions més altes al rànquing | Posicions més altes al rànquing | Posicions més altes al rànquing | Certificacions                         | Àlbum                                         |
| Títol | Any  | ENS                             | USAlt.                          | AUS                             | BEL(FL)                         | POT                             | IRA                             | ITA                             | NZ                              | Regne Unit                      | Certificacions                         | Àlbum                                         |
| --- | ---- | ------------------------------- | ------------------------------- | ------------------------------- | ------------------------------- | ------------------------------- | ------------------------------- | ------------------------------- | ------------------------------- | ------------------------------- | -------------------------------------- | --------------------------------------------- |
| "Hurricane"                                                                                                   | 2014 | —                               | —                               | —                               | —                               | —                               | —                               | —                               | —                               | —                               |                                        | Habitació 93                                  |
| "Ghost" | 2014 | —                               | —                               | —                               | —                               | —                               | —                               | —                               | —                               | —                               | - RIAA: Or                             | Badlands                                      |
| "New Americana"                                                                                               | 2015 | 60                              | 18                              | —                               | [ a ]                           | 57                              | 89                              | 24                              | [ b ]                           | 184                             | - RIAA: Platí - FIMI: Platí - RMNZ: Or | Badlands                                      |
| "Colors" | 2016 | [ c ]                           | —                               | 99                              | —                               | —                               | —                               | —                               | —                               | —                               | - RIAA: Or                             | Badlands                                      |
| "Castle" (The Huntsman: Winter's War version)                                                                 | 2016 | [ d ]                           | —                               | 76                              | —                               | —                               | —                               | —                               | —                               | [ e ]                           | - RIAA: Or                             | Badlands i The Huntsman: Winter's War version |
| "—" Denota un enregistrament que no va aparèixer als rànquings o que no va ser alliberat en aquell territori. |      |                                 |                                 |                                 |                                 |                                 |                                 |                                 |                                 |                                 |                                        |                                               |

Com a artista convidada
| "The Feeling"(Justin Bieber featuring (Halsey)                                                                | 2015 | 31 | 22 | 25 | 87 | 31 | — | 25 | 20 | 34 | 34 | - RIAA: Or - IFPI SWE: Or                                                                               | Purpose |
| "Hands"(Diversos artistes per Orlando)                                                                        | 2016 | —  | —  | —  | —  | —  | — | —  | —  | —  | —  | — |         |
| "Closer"(The Chainsmokers featuring Halsey)                                                                   | 2016 | 1  | 1  | 1  | 2  | 1  | 4 | 3  | 1  | 1  | 1  | - RIAA: 2× Platí - ARIA: 3× Platí - BPI: Plata - SWE d'IFPI: Platí - MC: 2× Platí - FIMI: Or - RMNZ: Or |         |
| "—" Denota un enregistrament que no va aparèixer als rànquings o que no va ser alliberat en aquell territori. |      |    |    |    |    |    |   |    |    |    |    | |         |

### Altres cançons que van aparèixer a les llistes
| Títol          | Any  | Posició més alta al rànquing | Certificacions | Àlbum    |
| Títol          | Any  | AUS                          | Certificacions | Àlbum    |
| -------------- | ---- | ---------------------------- | -------------- | -------- |
| "Hold Me Down" | 2016 | 78                           | - RIAA: Or     | Badlands |
| "Gasoline"     | 2016 | —                            | - RIAA: Or     | Badlands |

## Gires
Com a artista principal
- Badlands Tour (2015–2016)

Co-protagonista
- The American Youth Tour (2015) (amb Young Rising Sons)

Realitzant l'acte d'obertura
- Imagine Dragons – Smoke + Mirrors Tour (2015)
- The Weeknd – The Madness Fall Tour (2015)

## Premis i nomenaments
| Any  | Premis                  | Categoria                | Destinatari | Resultat |
| ---- | ----------------------- | ------------------------ | ----------- | -------- |
| 2015 | MTV Europe Music Awards | Artist on the Rice       | Ella        | Nominada |
| 2016 | People's Choice Awards  | Artista Breakout favorit | Ella        | Nominada |
| 2016 | NME Awards              | Millor nova artista      | Ella        | Nominada |